# Course en ligne féminine aux championnats du monde de cyclisme sur route 2018
La course en ligne féminine aux championnats du monde de cyclisme sur route 2018 a lieu le 29 septembre 2018 à Innsbruck, en Autriche. Elle est remportée par la Néerlandaise Anna van der Breggen.

## Parcours

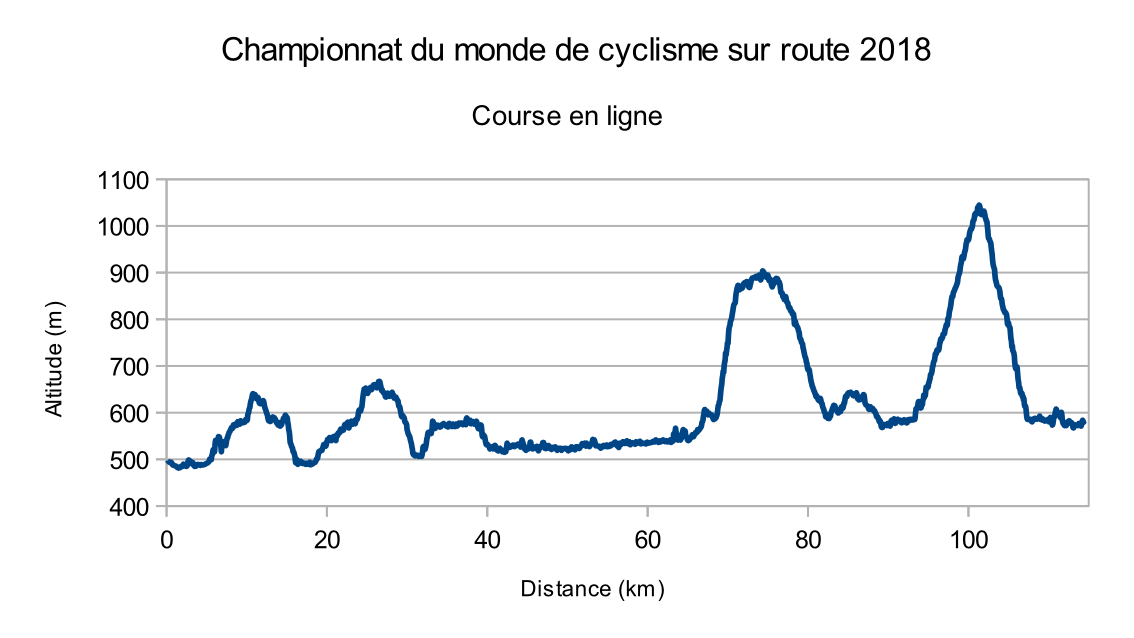
Profil de la partie en ligne de la course avec un tour de circuit

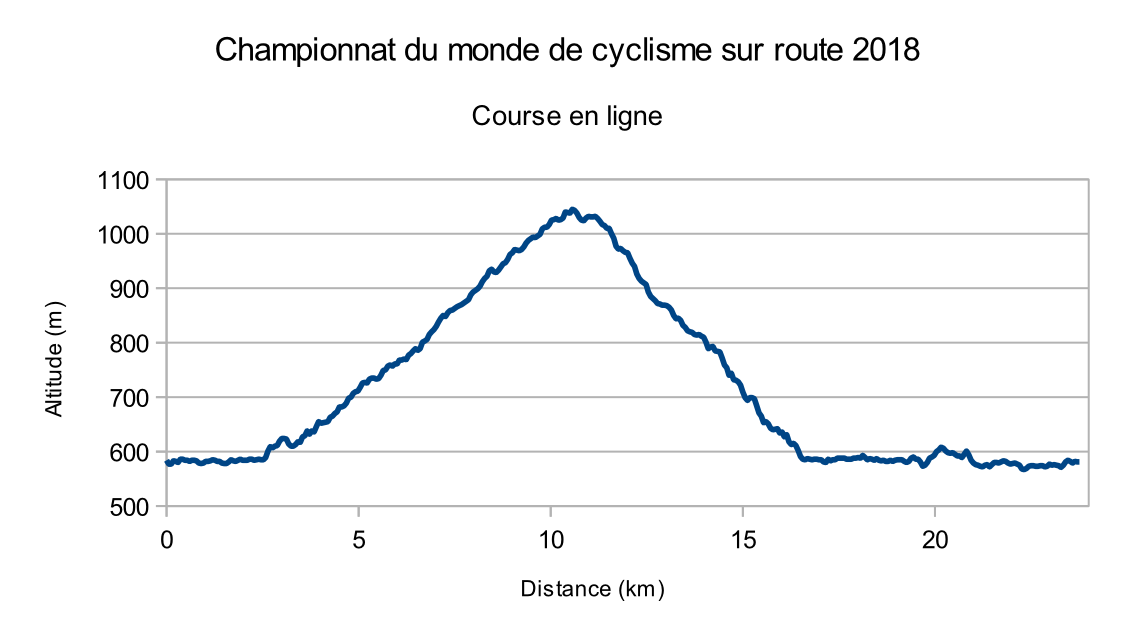
Profil du circuit seul

La course s'élance de Kufstein, à la frontière allemande, puis suit l'Inn jusqu'à Innsbruck. Cette partie en ligne est longue d'environ 90 km. La course réalise ensuite trois tours d'un circuit long de 23,8 km. Il comporte la côte d'Igls longue de 7,9 km avec 5,7 % de pente moyenne.
En mai, Annemiek van Vleuten lance une polémique concernant le parcours en regrettant ouvertement que la côte d'Höttinger Höll qu'emprunte les hommes avec une longueur de 2,8 km, avec une pente moyenne de 11,5 %, une pente maximale de 28 %, ne soit pas présente au programme des femmes. Elisa Longo Borghini, à l'inverse, explique qu'il n'y a de nécessité pour le sport féminin de suivre les dérives du cyclisme masculin.

## Qualification
Les qualifications sont principalement basées sur le classement UCI par nations à la date du 12 août 2018. Les cinq premières nations qualifient sept coureuses, les dix nations suivantes en qualifient six et les cinq nations suivantes en qualifient cinq. Les autres nations peuvent envoyer jusqu'à trois coureuses au départ. De plus, les championnes continentales, élites et espoirs, et la championne du monde sortante sont qualifiées d'office, sans compter dans le contingent de leur nation.

### Liste des champions continentaux
| Championnat                  | Nom                       | Note         |
| ---------------------------- | ------------------------- | ------------ |
| Championne du monde sortante | Chantal Blaak (NED)       | Au départ    |
| Championne d'Asie            | Nguyễn Thị Thật (VIE)     | Au départ    |
| Championne panaméricaine     | Arlenis Sierra (CUB)      | Au départ    |
| Championne d'Afrique         | Bisrat Ghebremeskel (ERI) | Non partante |
| Championne d'Asie espoirs    | Liu Zixin (CHN)           | Non partante |
| Championne d'Europe          | Marta Bastianelli (ITA)   | Non partante |
| Championne d'Europe espoirs  | Nikola Nosková (CZE)      | Non partante |
| Championne d'Océanie         | Sharlotte Lucas (NZL)     | Non partante |

### Classement UCI par nations

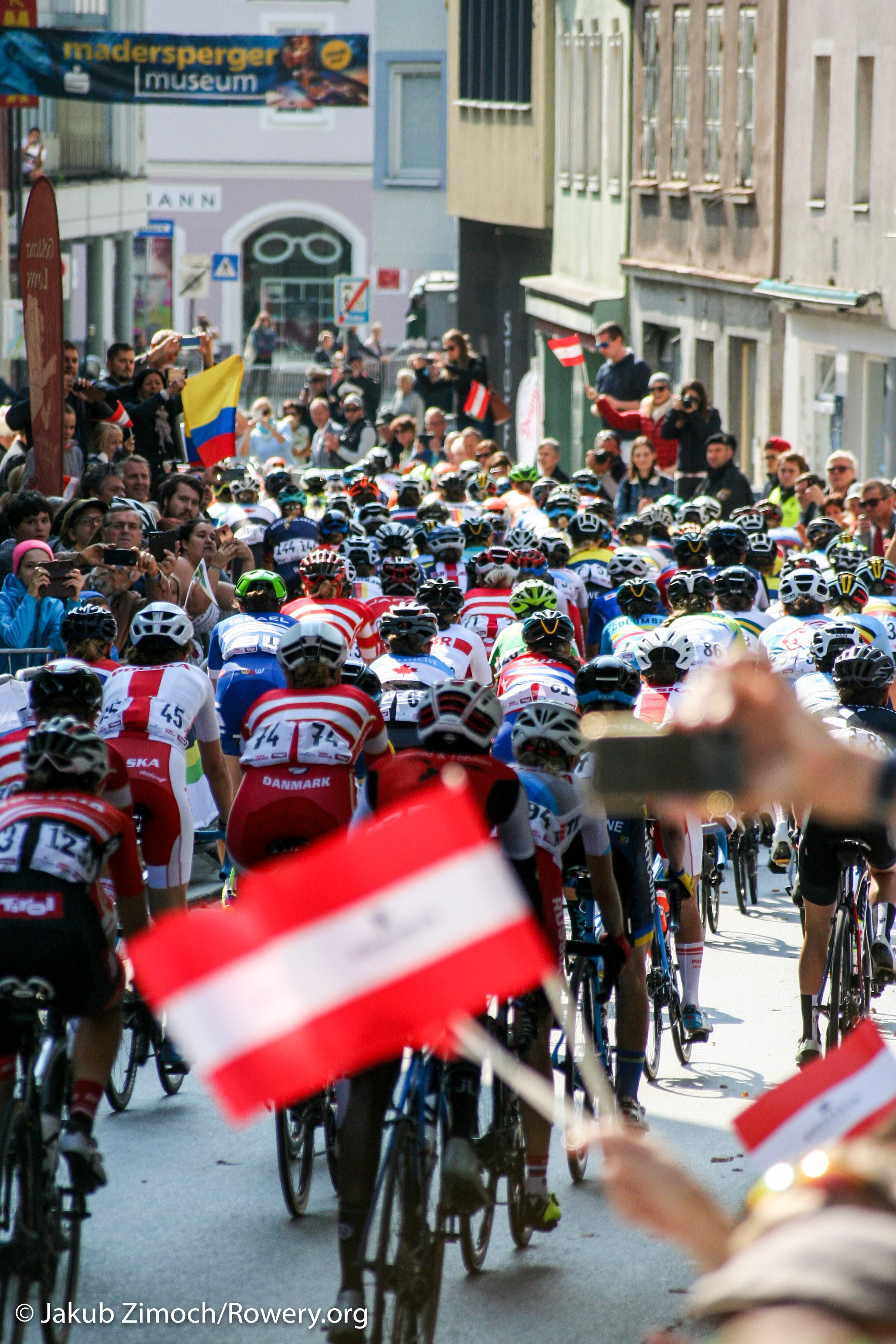
Peloton dans les rues de la ville

Classement à la date du 12 août 2018.
| Rang | Nation         | Points  |
| ---- | -------------- | ------- |
| 1    | Pays-Bas       | 7123,71 |
| 2    | Australie      | 3644,91 |
| 3    | Italie         | 3521,43 |
| 4    | États-Unis     | 3069,14 |
| 5    | Allemagne      | 2025,60 |
| 6    | Belgique       | 1947,98 |
| 7    | Afrique du Sud | 1747,12 |
| 8    | Pologne        | 1577,81 |
| 9    | France         | 1539,32 |
| 10   | Espagne        | 1262,62 |

| Rand | Nation           | Points  |
| ---- | ---------------- | ------- |
| 11   | Danemark         | 1241,74 |
| 12   | Canada           | 1122,47 |
| 13   | Grande-Bretagne  | 1110,21 |
| 14   | Nouvelle-Zélande | 1110    |
| 15   | Cuba             | 950     |
| 16   | Slovénie         | 910     |
| 17   | Luxembourg       | 907,57  |
| 18   | Russie           | 891     |
| 19   | Norvège          | 623,33  |
| 20   | Suède            | 597,60  |

### Nombre de coureuses au départ par nation
| 8 cyclistes | 7 cyclistes                           | 6 cyclistes                                                         | 5 cyclistes | 4 cyclistes | 3 cyclistes                                                              | 2 cyclistes                                                               | 1 cycliste |
| Pays-Bas    | Australie Allemagne États-Unis Italie | Belgique Canada Danemark Espagne France Royaume-Uni Norvège Pologne | Russie      | Slovénie    | Autriche Colombie Japon Kazakhstan Nouvelle-Zélande Suisse Suède Ukraine | Brésil Cuba Finlande Hong Kong Israël Luxembourg Afrique du Sud Slovaquie | Albanie Argentine Chili Belgique Chine Croatie Chypre Tchéquie Érythrée Éthiopie Grèce Hongrie Irlande Lituanie Roumanie Serbie Trinité-et-Tobago Viêt Nam |

## Favorites
La formation néerlandaise est favorite de l'épreuve avec la présence en son sein d'Anna van der Breggen et Annemiek van Vleuten. De nombreux médias, notamment néerlandais, pensent qu'elles ne coopéreront pas pour la conquête du titre. Des rumeurs prétendent qu'elles auraient été menacée d'exclusion de l'équipe nationale au cas où elles ne respecteraient pas les consignes données. L'Australienne Amanda Spratt, la Sud-Africaine Ashleigh Moolman, la Danoise Cecilie Uttrup Ludwig et l'Italienne Elisa Longo Borghini sont les autres prétendantes au titre,,.

## Récit de course

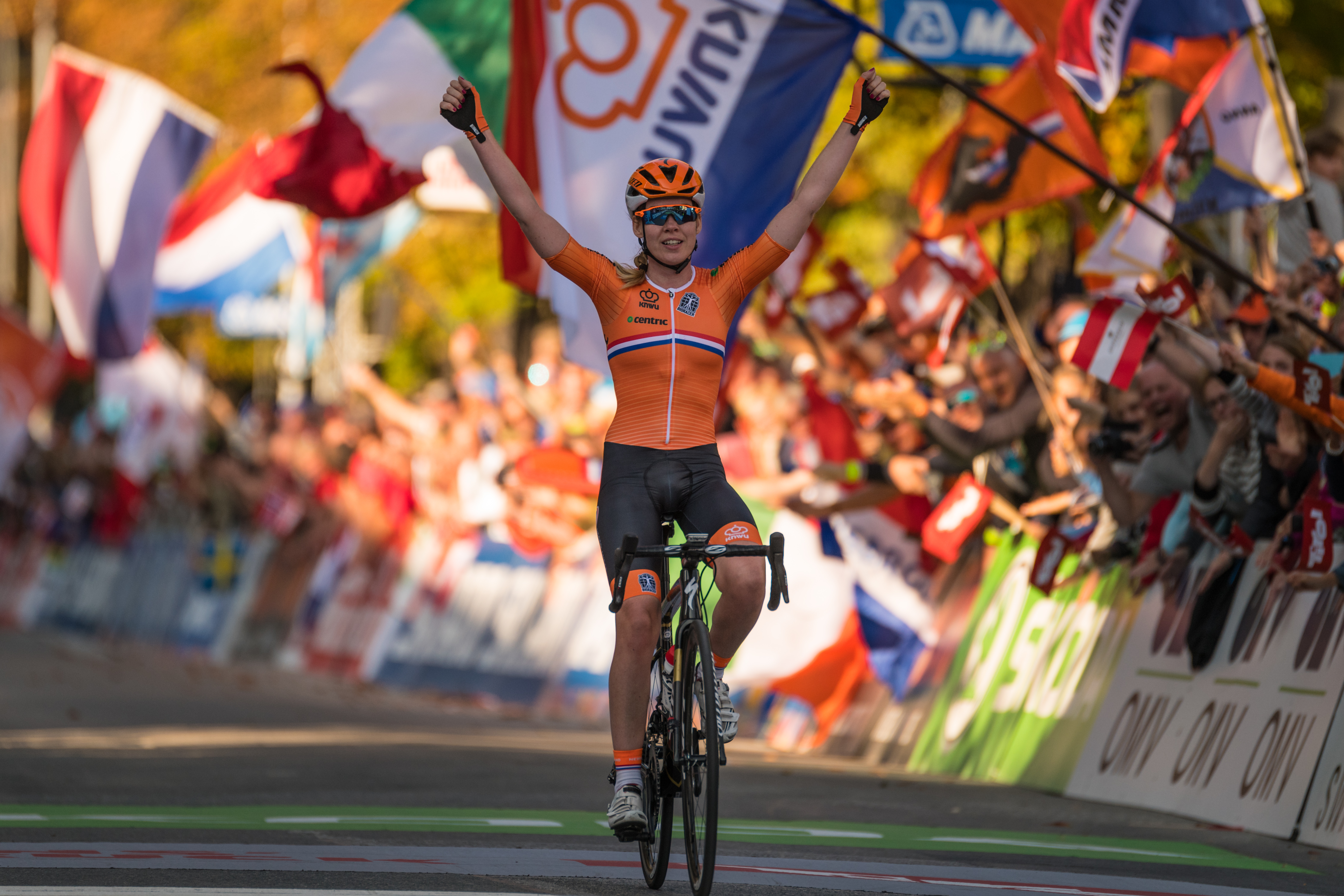
Anna van der Breggen coupe la ligne d'arrivée

La course se dispute dans des conditions météorologiques idéales. Après plusieurs escarmouches, la première échappée part au kilomètre quinze avec la Polonaise Aurela Nerlo, et la grimpeuse Colombienne Ana Sanabria. À deux, leur avance atteint deux minutes au pied de la première difficulté du jour. Un groupe de chasse se forme avec Lotta Lepistö et Emma Norsgaard Jørgensen. Peu avant l'ascension du Gnadenwald, un îlot directionnel provoque une chute dans le peloton impliquant Annemiek van Vleuten, Ellen van Dijk et Danielle Rowe. La première a quelques difficultés à remonter sur sa machine mais profite de la côte pour se replacer rapidement. L'ascension provoque immédiatement une sélection importante dans le peloton. Au sommet, les échappées sont reprises. Dans la descente, un contre part avec Ellen van Dijk, Lotta Lepistö, Cecilie Uttrup Ludwig et Tatiana Guderzo. Elles sont les premières à passer la ligne d'arrivée avec trente secondes d'avance sur le peloton. La première ascension de la côte d'Igls voit Lepistö lachée et Lucy Kennedy imprimer un rythme soutenu dans le peloton. Au sommet, un nouveau regroupement s'opère. Elles sont alors une vingtaine dans ce groupe de tête. Coryn Rivera attaque au sommet et, grâce à une descente rapide, obtient trente secondes d'avance. À cinquante kilomètres de l'arrivée, elle est rejointe par Ellen van Dijk, la jeune Elena Pirrone, Emilia Fahlin, Amanda Spratt et Malgorzata Jasinska. Lors de l'ascension suivante, Ellen van Dijk est distancée. L'équipe des Pays-Bas réagit alors. Annemiek van Vleuten et Anna van der Breggen attaquent tour à tour, finalement cette dernière s'extirpe du peloton à quarante-deux kilomètres de l'arrivée. Elle rejoint immédiatement le groupe d'échappée. Amanda Spratt lui tient un temps la roue, mais la Néerlandaise est trop forte et part seule. À la cloche, Anna van der Breggen compte une minute dix-neuf d'avance sur l'Australienne et plus de trois minutes sur les autres poursuivantes. Lors de l'ascension finale, Amy Pieters, Tatiana Guderzo et Karol-Ann Canuel rentrent sur le groupe Fahlin. À quinze kilomètres du but, Tatiana Guderzo passe à l'offensive et distance ses adversaires. Anna van der Breggen s'impose avec une large avance sur Amanda Spratt, elle-même disposant d'une confortable avance sur Tatiana Guderzo. Le groupe suivant se joue la quatrième place au sprint et Emilia Fahlin se montre la plus rapide,,.

## Classement
| Rang                      | Nom                       | Nation           | Temps          |
| ------------------------- | ------------------------- | ---------------- | -------------- |
| Médaille d'or, monde      | Anna van der Breggen      | Pays-Bas         | 4h 11 min 04 s |
| Médaille d'argent, monde  | Amanda Spratt             | Australie        | + 3 min 42 s   |
| Médaille de bronze, monde | Tatiana Guderzo           | Italie           | + 5 min 26 s   |
| 4                         | Emilia Fahlin             | Suède            | + 6 min 13 s   |
| 5                         | Małgorzata Jasińska       | Pologne          | + 6 min 13 s   |
| 6                         | Karol-Ann Canuel          | Canada           | + 6 min 17 s   |
| 7                         | Annemiek van Vleuten      | Pays-Bas         | + 7 min 05 s   |
| 8                         | Amy Pieters               | Pays-Bas         | + 7 min 05 s   |
| 9                         | Lucinda Brand             | Pays-Bas         | + 7 min 17 s   |
| 10                        | Ruth Winder               | États-Unis       | + 7 min 17 s   |
| 11                        | Rasa Leleivytė            | Lituanie         | + 7 min 17 s   |
| 12                        | Katarzyna Niewiadoma      | Pologne          | + 7 min 17 s   |
| 13                        | Elisa Longo Borghini      | Italie           | + 7 min 17 s   |
| 14                        | Sara Poidevin             | Canada           | + 7 min 17 s   |
| 15                        | Anastasiia Iakovenko      | Russie           | + 7 min 17 s   |
| 16                        | Megan Guarnier            | États-Unis       | + 7 min 17 s   |
| 17                        | Ashleigh Moolman          | Afrique du Sud   | + 7 min 17 s   |
| 18                        | Clara Koppenburg          | Allemagne        | + 7 min 17 s   |
| 19                        | Margarita Victoria García | Espagne          | + 7 min 17 s   |
| 20                        | Erica Magnaldi            | Italie           | + 7 min 17 s   |
| 21                        | Katie Hall                | États-Unis       | + 7 min 17 s   |
| 22                        | Jolanda Neff              | Suisse           | + 7 min 17 s   |
| 23                        | Cecilie Uttrup Ludwig     | Danemark         | + 7 min 22 s   |
| 24                        | Lucy Kennedy              | Australie        | + 7 min 31 s   |
| 25                        | Leah Kirchmann            | Canada           | + 8 min 18 s   |
| 26                        | Danielle Rowe             | Royaume-Uni      | + 8 min 18 s   |
| 27                        | Arlenis Sierra            | Cuba             | + 8 min 18 s   |
| 28                        | Sofie De Vuyst            | Belgique         | + 8 min 18 s   |
| 29                        | Stine Borgli              | Norvège          | + 8 min 18 s   |
| 30                        | Polona Batagelj           | Slovénie         | + 8 min 18 s   |
| 31                        | Coryn Rivera              | États-Unis       | + 8 min 18 s   |
| 32                        | Hanna Nilsson             | Suède            | + 8 min 18 s   |
| 33                        | Urša Pintar               | Slovénie         | + 8 min 18 s   |
| 34                        | Eider Merino Cortazar     | Espagne          | + 8 min 18 s   |
| 35                        | Shara Gillow              | Australie        | + 8 min 18 s   |
| 36                        | Sina Frei                 | Suisse           | + 8 min 18 s   |
| 37                        | Annika Langvad            | Danemark         | + 8 min 18 s   |
| 38                        | Edwige Pitel              | France           | + 8 min 18 s   |
| 39                        | Yevheniya Vysotska        | Ukraine          | + 8 min 18 s   |
| 40                        | Julie Van de Velde        | Belgique         | + 8 min 18 s   |
| 41                        | Sophie Wright             | Royaume-Uni      | + 8 min 36 s   |
| 42                        | Kelly Van den Steen       | Belgique         | + 9 min 00 s   |
| 43                        | Ingrid Lorvik             | Norvège          | + 9 min 00 s   |
| 44                        | Chantal Blaak             | Pays-Bas         | + 9 min 00 s   |
| 45                        | Hannah Barnes             | Royaume-Uni      | + 10 min 58 s  |
| 46                        | Liane Lippert             | Allemagne        | + 10 min 58 s  |
| 47                        | Georgia Williams          | Nouvelle-Zélande | + 11 min 01 s  |
| 48                        | Grace Brown               | Australie        | + 11 min 01 s  |
| 49                        | Omer Shapira              | Israël           | + 11 min 14 s  |
| 50                        | Githa Michiels            | Belgique         | + 12 min 32 s  |
| 51                        | Alison Jackson            | Canada           | + 12 min 48 s  |
| 52                        | Liliana Moreno            | Colombie         | + 13 min 01 s  |
| 53                        | Ane Santesteban           | Espagne          | + 13 min 01 s  |
| 54                        | Brodie Chapman            | Australie        | + 13 min 01 s  |
| 55                        | Maria Novolodskaya        | Russie           | + 13 min 10 s  |
| 56                        | Olga Shekel               | Ukraine          | + 13 min 46 s  |
| 57                        | Lorena Llamas             | Espagne          | + 14 min 05 s  |
| 58                        | Elena Pirrone             | Italie           | + 14 min 05 s  |
| 59                        | Angelika Tazreiter        | Autriche         | + 14 min 26 s  |
| 60                        | Ellen van Dijk            | Pays-Bas         | + 14 min 29 s  |
| 61                        | Juliette Labous           | France           | + 14 min 29 s  |
| 62                        | Anabel Yapura             | Argentine        | + 14 min 29 s  |
| 63                        | Sofia Bertizzolo          | Italie           | + 14 min 29 s  |
| 64                        | Dani Christmas            | Royaume-Uni      | + 14 min 51 s  |
| 65                        | Špela Kern                | Slovénie         | + 14 min 51 s  |
| 66                        | Grace Anderson            | Nouvelle-Zélande | + 14 min 51 s  |
| 67                        | Urška Žigart              | Slovénie         | + 14 min 55 s  |
| 68                        | Anna Plichta              | Pologne          | + 16 min 05 s  |
| 69                        | Janneke Ensing            | Pays-Bas         | + 16 min 05 s  |
| 70                        | Diana Klimova             | Russie           | + 18 min 04 s  |
| 71                        | Amalie Dideriksen         | Danemark         | + 18 min 04 s  |
| 72                        | Soraya Paladin            | Italie           | + 18 min 04 s  |
| 73                        | Audrey Cordon-Ragot       | France           | + 18 min 04 s  |
| 74                        | Sara Bergen               | Canada           | + 18 min 20 s  |
| 75                        | Stephanie Subercaseaux    | Chili            | + 18 min 44 s  |

| Rang | Nom                    | Nation            | Temps         |
| ---- | ---------------------- | ----------------- | ------------- |
| 76   | Paula Patiño           | Colombie          | + 18 min 44 s |
| 77   | Natalya Saifutdinova   | Kazakhstan        | + 18 min 44 s |
| 78   | Caroline Bohé          | Danemark          | + 18 min 44 s |
| 79   | Eri Yonamine           | Japon             | + 20 min 47 s |
| 80   | Jeanne Korevaar        | Pays-Bas          | + 22 min 33 s |
| 81   | Sarah Rijkes           | Autriche          | + 23 min 06 s |
|      | Marta Lach             | Pologne           | AB            |
|      | Alice Sharpe           | Irlande           | AB            |
|      | Tayler Wiles           | États-Unis        | AB            |
|      | Lisa Brennauer         | Allemagne         | AB            |
|      | Anna Henderson         | Royaume-Uni       | AB            |
|      | Annabelle Dreville     | France            | AB            |
|      | Sara Penton            | Suède             | AB            |
|      | Ana Maria Covrig       | Roumanie          | AB            |
|      | Mónika Király          | Hongrie           | AB            |
|      | Antri Christoforou     | Chypre            | AB            |
|      | Pernille Mathiesen     | Danemark          | AB            |
|      | Mikayla Harvey         | Nouvelle-Zélande  | AB            |
|      | Katherine Maine        | Canada            | AB            |
|      | Pu Yixian              | Chine             | AB            |
|      | Amiliya Iskakova       | Kazakhstan        | AB            |
|      | Trixi Worrack          | Allemagne         | AB            |
|      | Elena Cecchini         | Italie            | AB            |
|      | Charlotte Becker       | Allemagne         | AB            |
|      | Eugénie Duval          | France            | AB            |
|      | Aude Biannic           | France            | AB            |
|      | Leah Thomas            | États-Unis        | AB            |
|      | Lotta Lepistö          | Finlande          | AB            |
|      | Jelena Erić            | Serbie            | AB            |
|      | Eyeru Tesfoam Gebru    | Éthiopie          | AB            |
|      | Kathrin Hammes         | Allemagne         | AB            |
|      | Varvara Fasoi          | Grèce             | AB            |
|      | Anna Potokina          | Russie            | AB            |
|      | Katarzyna Wilkos       | Pologne           | AB            |
|      | Alicia González Blanco | Espagne           | AB            |
|      | Nguyễn Thị Thật        | Viêt Nam          | AB            |
|      | Aurela Nerlo           | Pologne           | AB            |
|      | Emma Cecilie Norsgaard | Danemark          | AB            |
|      | Nicole Hanselmann      | Suisse            | AB            |
|      | Hiromi Kaneko          | Japon             | AB            |
|      | Vita Heine             | Norvège           | AB            |
|      | Susanne Andersen       | Norvège           | AB            |
|      | Tereza Medvedová       | Slovaquie         | AB            |
|      | Claire Faber           | Luxembourg        | AB            |
|      | Teniel Campbell        | Trinité-et-Tobago | AB            |
|      | Leung Wing Yee         | Hong Kong         | AB            |
|      | Cristina Sanabria      | Colombie          | AB            |
|      | Miyoko Karami          | Japon             | AB            |
|      | Faina Potapova         | Kazakhstan        | AB            |
|      | Anne-Sophie Harsch     | Luxembourg        | AB            |
|      | Rotem Gafinovitz       | Israël            | AB            |
|      | Alice Cobb             | Royaume-Uni       | AB            |
|      | Maja Perinović         | Croatie           | AB            |
|      | Cristina Martínez      | Espagne           | AB            |
|      | Tatiana Jaseková       | Slovaquie         | AB            |
|      | Sarah Roy              | Australie         | AB            |
|      | Tiffany Cromwell       | Australie         | AB            |
|      | Alexis Ryan            | États-Unis        | AB            |
|      | Tetyana Ryabchenko     | Ukraine           | AB            |
|      | Katrine Aalerud        | Norvège           | AB            |
|      | Martina Ritter         | Autriche          | AB            |
|      | Kseniya Dobrynina      | Russie            | AB            |
|      | Tereza Korvasová       | Tchéquie          | AB            |
|      | Viivi Puskala          | Finlande          | AB            |
|      | Kaat Hannes            | Belgique          | AB            |
|      | Camila Coelho          | Brésil            | AB            |
|      | Clemilda Fernandes     | Brésil            | AB            |
|      | Valerie Demey          | Belgique          | AB            |
|      | Christa Riffel         | Allemagne         | AB            |
|      | Elne Owen              | Afrique du Sud    | AB            |
|      | Heidy Bernal           | Cuba              | AB            |
|      | Mosana Debesay         | Érythrée          | AB            |
|      | Leung Hoi-wah          | Hong Kong         | AB            |
|      | Rudina Baku            | Albanie           | AB            |

## Réactions et faits d'après course
Anna van der Breggen explique après la course n'avoir jamais ressenti autant de pression qu'au départ de ce championnat du monde. Avec Annemiek van Vleuten, elles étaient logiquement favorites, mais il faut tout de mettre être dans un bon jour, dit-elle. Elle explique qu'elle a attaqué car il ne fallait pas laisser trop de champ à Amanda Spratt vue ses qualités de grimpeuse.
Annemiek van Vleuten passe des examens à l'hôpital. Ils révèlent une fracture du tibia au niveau du genoux. Elle est opérée du lundi. Elle explique avoir été blessée par les propos des médias quant à l'éventuelle mésentente entre elle et Anna van der Breggen.
Amanda Spratt est extrêmement satisfaite de sa médaille d'argent, considérant qu'Anna van der Breggen était hors de portée. Elle dit également ne s'être pas ressentie de sa chute. Son attaque n'était pas prévue, mais elle se trouvait idéalement placée quand Ellen van Dijk est passée à l'offensive. Elle ne s'est pas donnée complètement à ce moment-là.
Tatiana Guderzo se montre très surprise de sa médaille et se dit aussi heureuse que lors de son titre mondial à Mendrisio. Elle croyait en la force de l'équipe italienne, mais ne pensait pas être celle qui irait chercher la médaille.
Ashleigh Moolman explique avoir eu une mauvaise journée. Percluse de crampes, elle n'a pas pu influencer le cours de la course. Elle ne peut que regretter de ne pas avoir autour d'elle une équipe forte.